# Lincoln Park (Texas)
Lincoln Park es un pueblo ubicado en el condado de Denton en el estado estadounidense de Texas. En el Censo de 2010 tenía una población de 308 habitantes y una densidad poblacional de 720,72 personas por km².

## Geografía
Lincoln Park se encuentra ubicado en las coordenadas 33°13′31″N 96°58′22″O / 33.22528, -96.97278. Según la Oficina del Censo de los Estados Unidos, Lincoln Park tiene una superficie total de 0.43 km², de la cual 0.42 km² corresponden a tierra firme y (1.21%) 0.01 km² es agua.

## Demografía
Según el censo de 2010, había 308 personas residiendo en Lincoln Park. La densidad de población era de 720,72 hab./km². De los 308 habitantes, Lincoln Park estaba compuesto por el 88.64% blancos, el 0.97% eran afroamericanos, el 2.27% eran amerindios, el 0.32% eran asiáticos, el 0% eran isleños del Pacífico, el 6.17% eran de otras razas y el 1.62% pertenecían a dos o más razas. Del total de la población el 12.66% eran hispanos o latinos de cualquier raza.